# Jean-David Bernard
Jean-David Bernard (ur. 27 lipca 1977 w Melun) – francuski wioślarz, reprezentant Francji w wioślarskiej ósemce podczas Letnich Igrzysk Olimpijskich w Atenach.

## Osiągnięcia
- Mistrzostwa Świata – St. Catharines 1999 – czwórka bez sternika wagi lekkiej – 2. miejsce[1].
- Mistrzostwa Świata – Sewilla 2002 – czwórka bez sternika – 6. miejsce[1].
- Mistrzostwa Świata – Mediolan 2003 – czwórka bez sternika – 13. miejsce[1].
- Igrzyska Olimpijskie – Ateny 2004 – ósemka – 6. miejsce[1].
- Mistrzostwa Świata – Gifu 2005 – czwórka podwójna – 5. miejsce[1].
- Mistrzostwa Świata – Eton 2006 – czwórka podwójna – 10. miejsce[1].
- Mistrzostwa Świata – Monachium 2007 – czwórka podwójna – 2. miejsce[1].
- Mistrzostwa Europy – Ateny 2008 – dwójka bez sternika – 3. miejsce[1].
- Mistrzostwa Świata – Poznań 2009 – czwórka bez sternika – 5. miejsce[1].
- Mistrzostwa Europy – Brześć 2009 – dwójka bez sternika – 3. miejsce[1].